# 弗兰奇卡
弗兰奇卡（義大利語：Francica），是意大利维博瓦伦蒂亚省的一个市镇。总面积22平方公里，人口1701人，人口密度77.3人/平方公里（2009年）。